# Ian Churchill
Ian Churchill (* 22. April 1969) ist ein britischer Comiczeichner.

## Leben und Arbeit
Churchill ist seit Ende der 1990er Jahre hauptberuflich Comiczeichner. Seither hat er unter anderem an den bei Marvel Comics erscheinenden Serien Avengers (#4–7; Avengers 2000 Annual #1) Cable (# 20, 22, 23, 25, 27, 29–35, 37–39), Uncanny X-Men (# 394–396) und Wolverine (# 80, 156–157) und an den bei DC-Comics erscheinenden Serien Supergirl und Superman/Batman gearbeitet. Hinzu kamen Engagements für die Miniserie Deadpool: Sins of the Past und als Coverzeichner für Awesome Comics.
Seit Anfang 2011 erscheint seine sechsteilige Comicserie Marineman bei Image Comics, die er auch selbst schreibt.
Zu den Autoren, mit denen Churchill in der Vergangenheit besonders häufig zusammengearbeitet hat, gehört Jeph Loeb.